# Young Lion
Il sistema Young Lion nel pro wrestling è molto usato in Giappone e consiste nell'allenare wrestler giovani nei proprio dojo per poi farli partecipare nei vari eventi, monitorarne la crescita e dopo un periodo di massimo 3 anni mandarlo a fare esperienze all'estero, solitamente Stati Uniti, Messico, Inghilterra o Europa in generale.
I lottatori Young Lion in genere indossano pantaloncini e scarpe nere. Questa uniforme è comunemente vista come un simbolo di Strong Style infatti ancora oggi Minoru Suzuki e Katsuyori Shibata hanno quello stile.
Attualmente, ci sono tante scuole dove un individuo può allenarsi per diventare un Young Lion: il NJPW Dojo, NJPW Dojo a Los Angeles, e il NJPW Dojo ad Auckland, chiamato anche Fale Dojo per la presenza come capo allenatore di Bad Luck Fale wrestler New Japan dal 2010.
Altri Dojo Giapponesi famosi sono il DDT Dojo, NOAH Dojo, AJPW Dojo, oltre a quello di altre compagnie famose come la Stardom.
Tra i nomi che hanno seguito questo processo tra i più importanti ci sono anche Kazuchika Okada andato nella ex TNA tra il 2010 e 2011 e Tetsuya Naito andato anche lui in TNA e CMLL tra il 2009 e 2011.
Queste esperienze estere sono possibili grazie alle collaborazioni tra compagnie (attuali), alcuni esempi di seguito:

- NJPW con Impact Wrestling, CMLL e AEW
- AJPW con la MLW
- Dragon Gate con la IWRG